# Melissa Leo
Melissa Chessington Leo (New York, 14 settembre 1960) è un'attrice statunitense.
Ha ricevuto 2 candidature ai Premi Oscar come migliore attrice per Frozen River - Fiume di ghiaccio e come migliore attrice non protagonista per The Fighter, vincendolo per quest'ultimo.

## Biografia
Figlia di Peggy e Arnold Leo, è stata compagna dell'attore John Heard, dal quale nel 1987 ha avuto un figlio di nome John Matthew Heard; l'attrice ha anche un altro figlio, adottato, Adam (1984). È conosciuta per il ruolo della testarda detective Kay Howard nel telefilm Homicide (1993-1997). Ha preso parte anche a numerosi serial televisivi come La valle dei pini e I ragazzi della prateria, e molti film tra cui Il grande odio, Last Summer in the Hamptons, 21 grammi e Le tre sepolture.
Nel 2008 ha conquistato il successo internazionale con il film indipendente  Frozen River - Fiume di ghiaccio di Courtney Hunt. La sua interpretazione è stata apprezzata dal pubblico e dalla critica e coronata dalla candidatura agli Screen Actors Guild Awards 2008 e al premio Oscar nel 2009 come miglior attrice protagonista.
Nel 2011 ha vinto il Golden Globe per la migliore attrice non protagonista e l'Oscar alla miglior attrice non protagonista per The Fighter. Nel 2012 prende parte al film Flight di Robert Zemeckis. Nel 2017 viene distribuito da Netflix il film biografico La donna più odiata d'America, in cui è protagonista nel ruolo di Madalyn Murray O'Hair.

## Filmografia

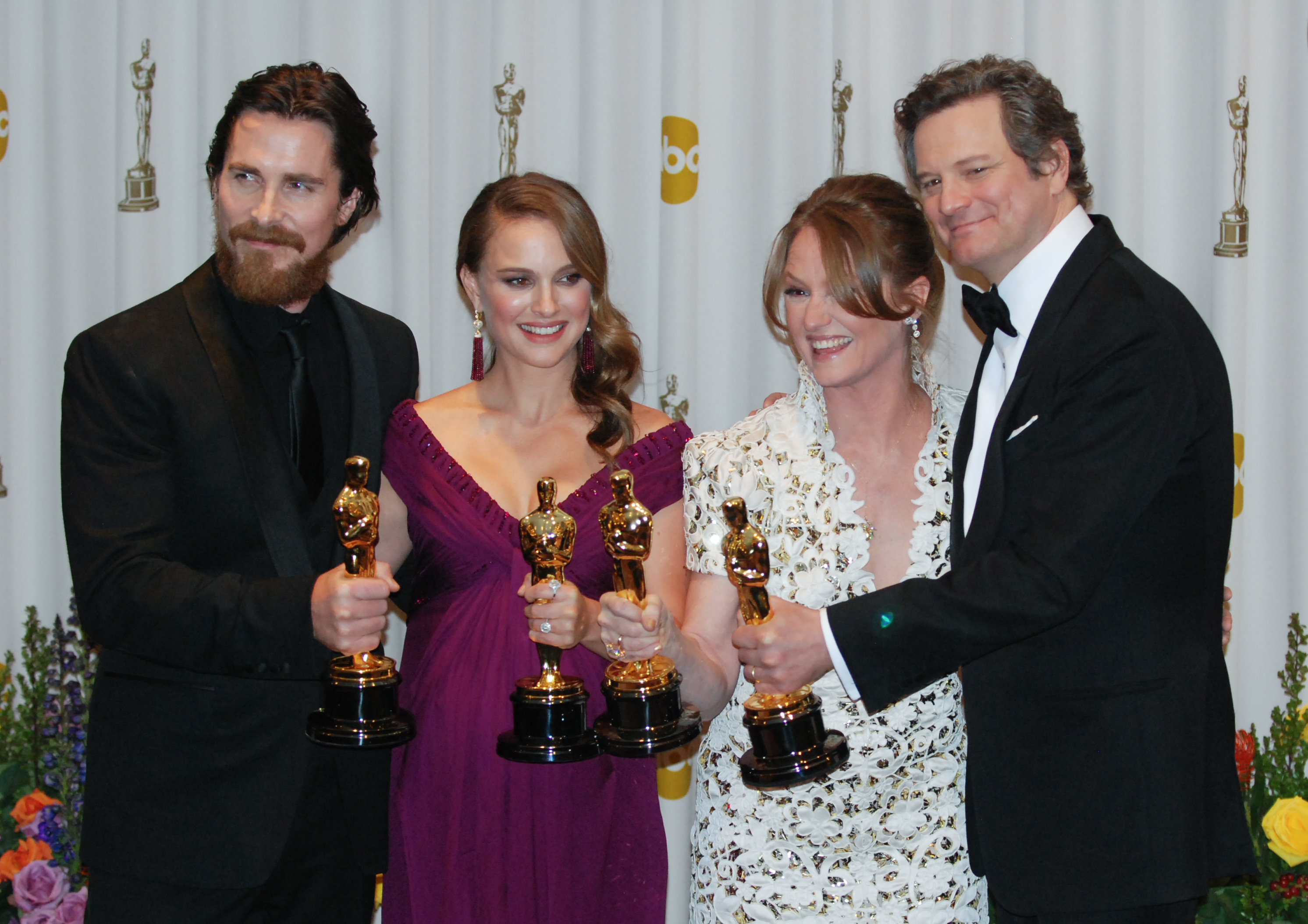
Melissa Leo stringe la statuetta dell'Oscar ottenuta nel 2011, insieme agli altri vincitori: Colin Firth, Natalie Portman e Christian Bale

### Cinema
- Prostituzione (Streetwalkin'), regia di Joan Freeman (1985)
- Il grande odio (A Time of Destiny), regia di Gregory Nava (1987)
- The Ballad of Little Joe, regia di Maggie Greenwald (1993)
- Last Summer in the Hamptons, regia di Henry Jaglom (1995)
- 21 grammi (21 Grams), regia di Alejandro González Iñárritu (2003)
- Nascosto nel buio (Hide and Seek), regia di John Polson (2005)
- Le tre sepolture (The Three Burials of Melquiades Estrada), regia di Tommy Lee Jones (2005)
- American Gun, regia di Aric Avelino (2005)
- Stephanie Daley, regia di Hilary Brougher (2006)
- The Cake Eaters - Le vie dell'amore (The Cake Eaters), regia di Mary Stuart Masterson (2007)
- Mr. Woodcock, regia di Craig Gillespie (2007)
- Frozen River - Fiume di ghiaccio (Frozen River), regia di Courtney Hunt (2008)
- The Alphabet Killer, regia di Rob Schmidt (2008)
- Sfida senza regole (Righteous Kill), regia di Jon Avnet (2008)
- Greta, regia di Nancy Bardawil (2009)
- Veronika Decides to Die, regia di Emily Young (2009)
- Dear Lemon Lima - Il diario di Vanessa (Dear Lemon Lima), regia di Suzi Yoonessi (2009)
- Stanno tutti bene - Everybody's Fine (Everybody's Fine), regia di Kirk Jones (2009)
- Welcome to the Rileys, regia di Jake Scott (2010)
- The Fighter, regia di David O. Russell (2010)
- The Space Between, regia di Travis Fine (2010)
- Conviction, regia di Tony Goldwyn (2010)
- Red State, regia di Kevin Smith (2011)
- Flight, regia di Robert Zemeckis (2012)
- Attacco al potere - Olympus Has Fallen (Olympus Has Fallen), regia di Antoine Fuqua (2013)
- Oblivion, regia di Joseph Kosinski (2013)
- The Butler - Un maggiordomo alla Casa Bianca (The Butler), regia di Lee Daniels (2013)
- Prisoners, regia di Denis Villeneuve (2013)
- Charlie Countryman deve morire (Charlie Countryman), regia di Fredrik Bond (2013)
- 90 minuti a New York (The Angriest Man in Brooklyn), regia di Phil Alden Robinson (2014)
- The Equalizer - Il vendicatore (The Equalizer), regia di Antoine Fuqua (2014)
- La grande scommessa (The Big Short), regia di Adam McKay (2015)
- Attacco al potere 2 (London Has Fallen), regia di Babak Najafi (2016)
- Snowden, regia di Oliver Stone (2016)
- La scelta (Novitiate), regia di Maggie Betts (2017)
- La donna più odiata d'America (The Most Hated Woman in America), regia di Tommy O'Haver (2017)
- The Equalizer 2 - Senza perdono (The Equalizer 2), regia di Antoine Fuqua (2018)
- Furlough, regia di Laurie Collyer (2018)
- Thunder Force, regia di Ben Falcone (2021)
- Jane, regia di Sabrina Jaglom (2022)
- The Equalizer 3 - Senza tregua (The Equalizer 3), regia di Antoine Fuqua (2023)
- Long Gone Heroes, regia di John Swab (2024)
- Clean Up Crew - Specialisti in lavori sporchi (The Clean Up Crew), regia di Jon Keeyes (2024)

### Televisione
- La valle dei pini (All My Children) – serial TV, 34 puntate (1984-1988)
- Un giustiziere a New York (The Equalizer) – serie TV, episodio 1x03 (1985)
- Spenser – serie TV, episodio 2x15 (1987)
- Miami Vice – serie TV, episodio 5x04 (1988)
- I ragazzi della prateria (The Young Riders) – serie TV, 24 episodi (1989-1990)
- Matrimonio in nero (The Bride in Black), regia di James Goldstone – film TV (1990)
- Law & Order - I due volti della giustizia (Law & Order) – serie TV, 3 episodi (1993-2008)
- Homicide (Homicide: Life on the Street) – serie TV, 77 episodi (1993-1997)
- Rossella (Scarlett), regia di John Erman – miniserie TV (1994)
- Legacy – serie TV, episodi 1x05-1x06 (1998)
- Homicide - Il film (Homicide: The Movie), regia di Jean de Segonzac – film TV (2000)
- Veronica Mars – serie TV, episodio 1x03 (2004)
- CSI - Scena del crimine (CSI: Crime Scene Investigation) – serie TV, episodio 5x03 (2004)
- Law & Order: Criminal Intent – serie TV, episodio 4x18 (2005)
- The L Word – serie TV, 3 episodi (2005)
- Shark - Giustizia a tutti i costi (Shark) – serie TV, episodio 1x01 (2006)
- Criminal Minds – serie TV, episodio 2x13 (2007)
- Cold Case - Delitti irrisolti (Cold Case) – serie TV, episodio 5x01 (2007)
- Treme – serie TV, 36 episodi (2010-2013)
- Mildred Pierce, regia di Todd Haynes – miniserie TV (2011)
- Louie – serie TV, episodio 3x02 (2012)
- Call Me Crazy: A Five Film, regia di Bryce Dallas Howard, Laura Dern, Sharon Maguire, Bonnie Hunt e Ashley Judd – film TV (2013)
- Wayward Pines – serie TV, 11 episodi (2015-2016)
- Broad City – serie TV, episodio 3x02 (2016)
- All the Way, regia di Jay Roach – film TV (2016)
- I'm Dying Up Here - Chi è di scena? (I'm Dying Up Here) – serie TV, 20 episodi (2017-2018)
- Dolly Parton: Le corde del cuore (Heartstrings) – serie TV, episodio 1x02 (2019)
- Un volto, due destini (I Know This Much Is True) – miniserie TV (2020)

### Doppiatrice
- BoJack Horseman – serie animata, episodi 1x05 e 3x02 (2014-2016)

## Teatro
- Don Giovanni o Il convitato di pietra, di Molière. Delacorte Theatre di New York (1982)
- Cinders, di Janusz Glowacki. Public Theater di New York (1984)
- The White Rose, di Lillian Garret-Groag. WPA Theatre di New York (1991)
- Tongue of a Bird, di Ellen McLaughlin. Public Theater di New York (1999)
- I monologhi della vagina, di Eve Ensler. Westide Theatre di New York (2000)
- The Distance From Here, di Neil LaBute. The Duke on 42nd Street di New York (2004)
- The Argument, di Alexandra Garsten-Vassilaros. Vineyard Theatre di New York (2005)

## Doppiatrici italiane
Nelle versioni in italiano dei suoi film, Melissa Leo è stata doppiata da:
- Antonella Giannini in Welcome to the Rileys, Attacco al potere - Olympus Has Fallen, The Equalizer - Il vendicatore, Attacco al potere 2, Snowden, La donna più odiata d'America, The Equalizer 2 - Senza perdono
- Barbara Castracane in Rossella, 90 minuti a New York, Wayward Pines, Thunder Force
- Anna Cesareni in 21 grammi, Le tre sepolture, Un volto, due destini - I Know This Much Is True
- Ludovica Modugno in The Fighter, Oblivion, All the Way
- Pinella Dragani in Homicide, Homicide: The Movie, Criminal Minds, Flight
- Liliana Sorrentino in I ragazzi della prateria, Nascosto nel buio, Cold Case - Delitti irrisolti
- Melina Martello in CSI - Scena del crimine, Stanno tutti bene - Everybody's Fine
- Angiola Baggi in Frozen River - Fiume di ghiaccio, I'm Dying Up Here - Chi è di scena?
- Monica Cadueri in La valle dei pini
- Cristiana Lionello in Miami Vice
- Lorenza Biella in Law & Order - I due volti della giustizia (12x01)
- Laura Boccanera in Law & Order - I due volti della giustizia (18x17)
- Emanuela Baroni in The L Word
- Giovanna Martinuzzi in American Gun
- Antonella Rinaldi in Confess
- Aurora Cancian in Louie
- Roberta Greganti in Mildred Pierce
- Maria Pia Di Meo in Prisoners
- Irene Di Valmo in Charlie Countryman deve morire
- Cinzia De Carolis in La grande scommessa
- Alessandra Korompay in Dolly Parton: Le corde del cuore
- Claudia Razzi in Clean Up Crew - Specialisti in lavori sporchi

## Riconoscimenti
- Premi Oscar 2009 – Candidatura all'Oscar alla miglior attrice per Frozen River - Fiume di ghiaccio
- Premi Oscar 2011 – Oscar alla miglior attrice non protagonista per The Fighter